# Manuel Carreras Amérigo
Manuel Carreras Amérigo (Alacant, 31 de juliol de 1792 - 1855) fou un polític valencià. Fill d'un comercial adinerat, el 1804 anà a estudiar a Londres. Va tornar el 1816 i es matriculà com a comerciant a la Junta de Comerç, de la que en fou consiliari el 1820-1821; fou cònsol del Tribunal de Comerç el 1830 i vocal de la Junta de Comerç el 1832-1833.
D'ideologia liberal, fou un destacat membre de la Milícia Nacional. De 1820 a 1823 fou tinent de la Companyia de Fusellers del Batalló de Voluntaris. El 1836 fou escollit capità de la Companyia d'Artilleria, i el 1837, 1839 i 1843 primer comandant del Batalló d'Infanteria. Alhora, el 1833-1834 fou escollit regidor de l'ajuntament d'Alacant; oposat a l'Estatut Reial de 1834, va donar suport la revolució de 1835 que va portar al poder Juan Álvarez Mendizábal. Fou escollit alcalde d'Alacant el 1835 i el 1839, i el 1840 va donar suport l'aixecament d'Espartero en defensa de l'autonomia i democratització dels ajuntaments, tot formant part de la Junta Provincial d'Alacant (setembre de 1840).
Va formar part del sector més radical del Partit Progressista i creà la societat secreta la Cova. Decebut amb Espartero, va donar suport la revolució de 1843 que el va enderrocar, i fou nomenat subinspector de la Milícia Nacional i membre de la Junta Provisional de Salvació. Durant aquells anys també va donar suport al projecte de ferrocarril d'Alacant a Almansa.
Però radicalitzà la seva postura política i va evolucionar cap al republicanisme, raó per la qual va donar suport a la revolta dels radicals alacantins contra Luis González Bravo, coneguda com a rebel·lió de Boné (gener-març de 1844), en la que fou nomenat vicepresident de la Junta Revolucionària comandada per Pantaleón Boné. Per aquesta raó hagué d'exiliar-se a Algèria amb dos dels seus fills, d'on no va tornar fins que fou amnistiat el 1847 gràcies als auspicis de l'advocat Antonio del Ribero Cidraque.
Tanmateix, un cop va tornar va participar en la revolució de 1848. Fou condemnat a mort per un tribunal militar i li foren embargats tots els seus béns, però li fou commutada la pena pel bandejament a les Filipines, d'on se li va permetre tornar mercè l'amnistia pel naixement del príncep d'Astúries el 1852. Va prendre part en la revolució de 1854 i fou escollit novament alcalde d'Alacant. Durant el seu mandat hagué d'afrontar una epidèmia de còlera. Un any després va morir a causa de la disenteria que havia agafat en el seu bandejament.